# Coupe Doyle
La coupe Doyle est une compétition de hockey sur glace au Canada organisée par la Ligue canadienne de hockey junior. Elle se déroule au meilleur des sept matchs. Elle oppose le vainqueur de la coupe Rogers Wireless de la Ligue de hockey junior de l'Alberta au vainqueur de la coupe Fred Page de la Ligue de hockey de la Colombie-Britannique. Le vainqueur de la coupe Doyle participe ensuite à la coupe de la Banque royale. 
Ce trophée a été créé par un homme d'affaires de Penticton nommé Pete Doyle en 1984 pour donner une plus grande envergure au championnat de l'Alberta et de la Colombie-Britannique qui se déroulait depuis 1962. Ce championnat inter-province comprenait également des équipes de la Ligue de hockey junior de la côte Pacifique.

## Championnat junior A de l'Alberta/Colombie-Britannique (1962-1984)
- 1962 Edmonton Oil Kings (AJHL)
- 1963 Edmonton Oil Kings (AJHL)
- 1964 Edmonton Oil Kings (AJHL)
- 1965 Edmonton Oil Kings (AJHL)
- 1966 Edmonton Oil Kings (AJHL)
- 1967 New Westminster Royals (PCJHL)
- 1968 Penticton Broncos (BCJHL)
- 1969 Lethbridge Sugar Kings (AJHL)
- 1970 Non disputé par les équipes de l'Alberta
- 1971 Red Deer Rustlers (AJHL)
- 1972 Red Deer Rustlers (AJHL)
- 1973 Penticton Broncos (BCJHL)
- 1974 Kelowna Buckaroos (BCJHL)
- 1975 Spruce Grove Mets (AJHL)
- 1976 Spruce Grove Mets (AJHL)
- 1977 Richmond Sockeyes (Ligue de hockey junior de la côte Pacifique)
- 1978 Merritt Centennials (BCJHL)
- 1979 Fort Saskatchewan Traders (AJHL)
- 1980 Red Deer Rustlers (AJHL)
- 1981 St. Albert Saints (AJHL)
- 1982 St. Albert Saints (AJHL)
- 1983 Abbotsford Flyers (BCJHL)
- 1984 Langley Eagles (AJHL)

## Champions
- 1985 Knights de Penticton (LHJCB)
- 1986 Knights de Penticton (LHJCB)
- 1987 Sockeyes de Richmond (LHJCB)
- 1988 Canucks de Calgary (LHJA)
- 1989 Lakers de Vernon (LHJCB)
- 1990 Royals de New Westminster (BCJHL)
- 1991 Lakers de Vernon (LHJCB)
- 1992 Lakers de Vernon (LHJCB)
- 1993 Spartans de Kelowna (LHJCB)
- 1994 Grizzlys d'Olds (LHJA)
- 1995 Canucks de Calgary (LHJA)
- 1996 Vipers de Vernon (LHCB)
- 1997 Eagles de South Surrey (LHCB)
- 1998 Eagles de South Surrey (LHCB)
- 1999 Vipers de Vernon (LHCB)
- 2000 Oil Barons de Fort McMurray  (LHJA)
- 2001 Kodiaks de Camrose (LHJA)
- 2002 Chiefs de Chilliwack (LHCB)
- 2003 Kodiaks de Camrose (LHJA)
- 2004 Clippers de Nanaimo (LHCB)
- 2005 Kodiaks de Camrose (LHJA)
- 2006 Express de Burnaby (LHCB)
- 2007 Kodiaks de Camrose (LHJA)
- 2008 Kodiaks de Camrose (LHJA)
- 2009 Vipers de Vernon (LHCB)
- 2010 Vipers de Vernon (LHCB)
- 2011 Vipers de Vernon (LHCB)
- 2012 Bandits de Brooks (LHJA)